# Dichaetomyia nudinervis
Dichaetomyia nudinervis är en tvåvingeart som beskrevs av Malloch 1928. Dichaetomyia nudinervis ingår i släktet Dichaetomyia och familjen husflugor. Inga underarter finns listade i Catalogue of Life.